# Chrysina triumphalis
Chrysina triumphalis (лат.) — вид пластинчатоусых жуков из подсемейства хлебных жуков и хрущиков (Rutelinae). Крупный и красивый вид. Обитает в Центральной (Гватемала) и Северной (Мексика, Чиапас) Америках.